# Marc Casadó
Marc Casadó Torras (*  14. September 2003 in Sant Pere de Vilamajor) ist ein spanischer Fußballspieler, der für den FC Barcelona in der Primera División spielt. Casadó ist in erster Linie defensiver Mittelfeldspieler, hat aber auch schon als Rechtsverteidiger und Innenverteidiger gespielt.

## Karriere

### Verein
Casadó spielte in seiner Jugend für verschiedene Vereine in Katalonien und wechselte im Alter von 13 Jahren zur Jugendakademie La Masia. Er durchlief die verschiedenen Teams der Jugendabteilung und war Kapitän der Juvenil A-Mannschaft, mit der er in der Saison 2020/21 die Liga und die Copa de Campeones gewann. Er kam außerdem in der  UEFA Youth League zum Einsatz. Zudem saß er 2021 fünfmal auf der Bank der Reservemannschaft und wurde im Sommer 2022 in den festen Kader von FC Barcelona Atlètic berufen, die in der drittklassigen Primera Federación spielen. Sein Debüt im Profifußball gab er am 27. August 2022 bei einem 3:2-Sieg gegen den CD Castellón. In den folgenden Spielen konnte er zu einer festen Größe im Team aufsteigen.
Am 1. November 2022 gab er sein offizielles Debüt für die A-Mannschaft von Barcelona in der Champions League gegen den FC Viktoria Plzeň. In der 67. Minute verletzte sich Franck Kessié und Casadó kam für ihn als Ersatz aufs Feld.
In der Saison 2023/24 wurde er zum Kapitän der B-Mannschaft von Barcelona ernannt und trainierte regelmäßig mit der A-Mannschaft. Am 17. März 2024 kam er gegen Atlético Madrid zu seinem ersten Einsatz in der Primera División, wo er für Héctor Fort eingewechselt wurde.

### Nationalmannschaft
Er absolvierte bisher Spiele für die U16 und U17-Nationalmannschaften Spaniens.

## Titel
- Spanischer Meister: 2025
- Spanischer Pokalsieger: 2025
- Spanischer Supercupsieger: 2025